# Чемпіонат України з футзалу серед жінок 2006—2007
Чемпіонат України з футзалу серед жінок 2006—2007 — 13-й чемпіонат України, в якому переможцем стала полтавська «Ніка-Педуніверситет» під керівництвом С. Г. Ягодкіна.

## Учасники
Порівняно з попереднім чемпіонатом команд стало менше, а саме 6. Тільки була представлена північна, центральна і східна Україна.
| - «Александрія» (Київ) - «Біличанка» (смт. Коцюбинське, Київська область) - «Зоря-Спартак» (Луганськ) | - «Ніка-Педуніверситет» (Полтава) - «НУХТ» (Київ) - «СоцТех» (Київ) |

## Регіональний розподіл
| Регіон             | Кіл-ть команд | Команди                   |
| ------------------ | ------------- | ------------------------- |
| Київ               | 3             | СоцТех, НУХТ, Александрія |
| Київська область   | 1             | Біличанка                 |
| Луганська область  | 1             | Зоря-Спартак              |
| Полтавська область | 1             | Ніка-Педуніверситет       |

## Підсумкова таблиця
| М | Команда                       | І  | В  | Н | П  | РМ     | О  |
| - | ----------------------------- | -- | -- | - | -- | ------ | -- |
|   | «Ніка-Педуніверситет» Полтава | 20 | 16 | 2 | 2  | 115−58 | 50 |
|   | «Біличанка» Коцюбинське       | 20 | 15 | 2 | 3  | 199−42 | 47 |
|   | «СоцТех» Київ                 | 20 | 14 | 1 | 5  | 191−53 | 43 |
| 4 | «НУХТ» Київ                   | 20 | 6  | 1 | 13 | 80−134 | 19 |
| 5 | «Зоря-Спартак» Луганськ       | 20 | 6  | 0 | 14 | 54−180 | 18 |
| 6 | «Александрія» Київ            | 20 | 0  | 0 | 20 | 30−202 | 0  |